# Seemannskirche
Seemannskirche (Seaman’s Church) ist die Bezeichnung für zahlreiche Kirchengebäude, die ursprünglich hauptsächlich für Gottesdienste der Seeleute genutzt wurden und zudem oft als Seezeichen dienten.
Verschiedene Kirchen tragen diesen Beinamen, wie:
Deutschland
- Nordische Seemannskirchen in Hamburg
  - Dänische Seemannskirche Hamburg
  - Finnische Seemannskirche, Hamburg
  - Norwegische Seemannskirche in Hamburg
  - Gustaf Adolfskyrkan (Hamburg)
  - Seemannskirche St. Clemens, Hamburg-Altona
- Seefahrerkirche St. Jakobi zu Lübeck
- Seemannskirche Prerow

International
- Chapelle des Marins, Arcachon, Frankreich
- Seaman’s Church, Church of the Immaculate Heart of Mary (Dublin), Irland
- Eismeerkathedrale Tromsø, Norwegen
- Nikolaus-Marine-Kathedrale in St. Petersburg, Russland
- Seamen’s Bethel in New Bedford, Massachusetts, USA

- Seemannskirchen ist ein Ortsteil von Mamming, wohl eine historische Kirche